# John Alexander (ténor)
Pour les articles homonymes, voir John Alexander (homonymie) et Alexander.
John Alexander (Meridian, 21 octobre 1923 - idem, 8 décembre 1990) était un ténor américain qui jouit d'une longue carrière et défendit un vaste répertoire. 

## Biographie
John Alexander étudie au Conservatoire de Cincinnati avec Robert Weede, et débute dans cette ville en 1952, dans le rôle-titre de Faust. Il parait alors à Baltimore, Philadelphie, Boston, Houston, et San Francisco.
Il débute au New York City Opera en 1957, en Alfredo dans La Traviata, et au Metropolitan Opera en 1961, en Ferrando dans Cosi fan tutte. Il chante au Met jusqu'en 1987, dans une grande variété de rôles (Bacchus, Stolzing, Hoffmann, Idomeneo, Belmonte, etc).
En 1964, il enregistre Pollione dans Norma, avec Joan Sutherland et Marilyn Horne, et en 1968, Percy dans Anna Bolena, avec Elena Souliotis et Nicolai Ghiaurov.
Sur la scène internationale, il parait à Vienne, Munich, Berlin, et Londres.
En 1973, il parait à Boston dans la première production de Don Carlos en version originale française aux États-Unis, et en 1975 à Baltimore, dans Roberto Devereux, aux côtés de Beverly Sills.
John Alexander était admiré pour sa solide technique, sa musicalité et son immense versatilité, lui permettant de chanter avec égal succès le répertoire français, italien et allemand. Toujours en activité au moment de sa mort soudaine en 1990.